# Geaya decorata
Geaya decorata is een hooiwagen uit de familie Sclerosomatidae.